# Ice-T
Tracy Marrow, bedst kendt som Ice-T (født 16. februar 1958 i Newark, New Jersey i USA) er en amerikansk rapper, musiker, forfatter og skuespiller. Han var sammen med Ice Cube, Paris og NWA en af de første i genren gangstarap, en undergenre af hip hop, der udmærkede sig ved aggressive sangtekster og en temmelig militante og anti-autoritære holdninger. Hans tekster indeholder en blanding af politiske kommentarer i stil med Public Enemy, men også af lyst, begær hos NWA.

## Baggrund
Han voksede op først i Newark og Summit i New Jersey som barn, før han flyttede til Los Angeles, hvor hans hjem blev et distrikt i South Central.
Kunstnernavnet "Ice-T tog Morrow efter ophavsmandens Iceberg Slim.
Han begyndte sin karriere som rapper i 1980'erne og blev underskrevet af Sire Records i 1987, da han udgav sit debutalbum Rhyme Pays. Det næste år, grundlagde han pladeselskabet Rhyme Syndicate og udgav albummet, Power. 
Han blev frontmann i rap metal bandet Body Count i 1991, der kombinerede heavy metal med gangsterrap. Han udgav i1992 albummet OG: Original Gangster. Der opstod uenighed på Ice-T's sang "Cop Killer", der blev opfattet som hæderlig at dræbe politifolk. På grund af dette, forlod han Warner Bros Records i 1993 og udgav sit album Home Invasion gennem Priority Records i stedet. Body Count's næste album blev udgivet i 1994, og Ice-T udgav to albums i slutningen af 1990'erne.
Som skuespiller, begyndte Ice-T at medvirke i mindre roller i to film i midten af 1980'erne. I 1991 begyndte Ice-T formelt på sin skuespillerkarriere i filmen New Jack City. Ice-T har også medvirket i film som Who's the Man? (1993), CB4 (1993), Tank Girl (1995), og Johnny Mnemonic (1995). Han har spillet detektiven Odafin "Fin" Tutuola i NBC politietdramaet Law & Order: Special Victims Unit siden 1999. I 2006 udgav Ice-T hans første album i syv år, Gangsta Rap.
Han var tidligere i et forhold med Darlene Ortiz, der var på forsiderne af hans album Rhyme Pays og hans album Power. Parret fik sammen en søn i 1992. I begyndelsen af 2005, blev Ice-T gift med badedragtmodellen Nicole "Coco Marie" Austin.
Ice-T lagde stemme til MaDD Dogg i videospillet Grand Theft Auto: San Andreas samt Agent Cain i Sanity: Aiken's Artifact. Man kan også spille ham i videospillet Def Jam: Fight for NY, og i UFC: Tapout kampspillet.
Ice-T har en gæsteoptræden i komedie tv-serien Chappelle's Show som sig selv, hvor han uddeler prisen "Player Hater of the Year." 

## Diskografi

### Album
- Rhyme Pays (Sire/Warner, 1987)
- Power (Sire/Warner, 1988)
- The Iceberg/Freedom of Speech...Just Watch What You Say (Sire/Warner, 1989)
- OG: Original Gangster (Sire/Warner, 1991)
- Home Invasion (Priority, 1993)
- VI - Return of the Real (Priority, 1996)
- The Seventh Deadly Sin (Coroner, 1999)
- Gangsta Rap (Melee, 2006)

### Soundtrack
- Below Utopia: The Lost Score
- Music from the Motion Picture Judgment Night (1993, sang "Disorder" sammen med Slayer)
- Ricochet

### Singler
- "The Coldest Rap" (1982)
- "Body Rock" (1984)
- "Killers" (1984)
- "Ya Don't Quit" (1985)
- "Dog N The Wax" (1986)
- "6 In The Mornin'" (1986)
- "Colors" (1988)
- "Holler Pusher" (1988)
- "High Rollers" (1989)
- "You Played Yourself" (1989)
- "Lethal Weapon" (1989)
- "Dick Tracy" (1990)
- "Superfly 1990" (1990) sammen med med Curtis Mayfield
- "New Jack Hustler" (1991)
- "Ricochet" (1991)
- "Trespass" (1992) sammen med Ice Cube
- "Disorder" (1992) "Judgment Night" sammen med Slayer
- "That's How I'm Livin'"/"99 Problems" (1993)
- "Born To Raise Hell" sammen med Motörhead, Whitfield Crane
- "Gotta Lotta Love" (1994)
- "I Must Stand" (1996)
- "Don't Hate the Player" (1999)
- "Money, Power, Women" (2000)
- "Somebody Gotta Do It (Pimping Ain't Easy)" (2000)